# جایی که مورچه‌های سبز خواب می‌بینند
جایی که مورچه‌های سبز خواب می‌بینند (آلمانی: Wo die grünen Ameisen träumen) فیلمی به کارگردانی ورنر هرتسوک است که در سال ۱۹۸۴ منتشر شد. این اولین فیلمی بود که هرتسوک به زبان انگلیسی کارگردانی کرد.

## بازیگران
- پل کاکس
- ری مارشال
- بروس اسپنس
- باب‌الیس